# Fort Hancock
Fort Hancock é uma Região censo-designada localizada no estado norte-americano do Texas, no Condado de Hudspeth.

## Demografia
Segundo o censo norte-americano de 2000, a sua população era de 1713 habitantes.

## Geografia
De acordo com o United States Census Bureau tem uma área de
97,9 km², dos quais 97,5 km² cobertos por terra e 0,4 km² cobertos por água. Fort Hancock localiza-se a aproximadamente 1081 m acima do nível do mar.

## Localidades na vizinhança
O diagrama seguinte representa as localidades num raio (geometria) de 48 km ao redor de Fort Hancock.